# Elecciones federales de México de 2021 en Tabasco
Las elecciones federales de México de 2021 en Tabasco se llevaron a cabo el domingo 6 de junio de 2021, y en ellas se renovaron los siguientes cargos de elección popular:
- 6 diputados federales. Miembros de la cámara baja del Congreso de la Unión. Seis elegidos por mayoría simple. Todos ellos electos para un periodo de tres años a partir del 1 de agosto de 2021 con la posibilidad de reelección por hasta tres periodos adicionales.

## Resultados electorales

### Diputados federales por Tabasco

#### Diputados Electos
| Distrito | Candidato                       | Partido | Tipo de elección |
| -------- | ------------------------------- | ------- | ---------------- |
| 1        | Marcos Rosendo Medina Filigrana |         | Mayoría relativa |
| 2        | Karla María Rabelo Estrada      |         | Mayoría relativa |
| 3        | Lorena Méndez Denis             |         | Mayoría relativa |
| 4        | Manuel Rodríguez González       |         | Mayoría relativa |
| 5        | Janicie Contreras García        |         | Mayoría relativa |
| 6        | Mario Rafael Llergo Latournerie |         | Mayoría relativa |

#### Resultados
|  | 58.10 % |

|  | 11.82 % |

|  | 7.59 % |

|  | 5.67 % |

|  | 3.31 % |

|  | 2.37 % |

|  | 2.34 % |

|  | 2.24 % |

|  | 2.21 % |

|  | 1.32 % |

|  | 2.96 % |

|  | 0.07 % |

|  | 100 % |

|  | 53.46 % |

## Resultados por distrito electoral

### Distrito 1. Macuspana
|  | 59.65 % |

|  | 15.08 % |

|  | 12.69 % |

|  | 4.80 % |

|  | 1.86 % |

|  | 1.46 % |

|  | 0.92 % |

|  | 0.76 % |

|  | 2.72 % |

|  | 0.04 % |

|  | 100 % |

### Distrito 2. Heroica Cárdenas
|  | 57.58 % |

|  | 28.44 % |

|  | 3.71 % |

|  | 2.07 % |

|  | 1.68 % |

|  | 1.64 % |

|  | 1.29 % |

|  | 0.81 % |

|  | 2.59 % |

|  | 0.18 % |

|  | 100 % |

### Distrito 3. Comalcalco
|  | 58.09 % |

|  | 28.53 % |

|  | 2.89 % |

|  | 2.07 % |

|  | 1.63 % |

|  | 1.34 % |

|  | 1.33 % |

|  | 1.24 % |

|  | 2.85 % |

|  | 0.03 % |

|  | 100 % |

### Distrito 4. Villahermosa
|  | 63.19 % |

|  | 21.91 % |

|  | 2.64 % |

|  | 2.26 % |

|  | 2.18 % |

|  | 1.94 % |

|  | 1.45 % |

|  | 1.31 % |

|  | 3.04 % |

|  | 0.07 % |

|  | 100 % |

### Distrito 5. Paraíso
|  | 51.71 % |

|  | 13.59 % |

|  | 8.76 % |

|  | 5.79 % |

|  | 5.17 % |

|  | 5.11 % |

|  | 3.99 % |

|  | 2.47 % |

|  | 3.39 % |

|  | 0.03 % |

|  | 100 % |

### Distrito 6. Villahermosa
|  | 60.13 % |

|  | 17.84 % |

|  | 8.07 % |

|  | 4.34 % |

|  | 2.28 % |

|  | 1.64 % |

|  | 1.29 % |

|  | 1.27 % |

|  | 3.09 % |

|  | 0.05 % |

|  | 100 % |